# Bas-Rhin
Bas-Rhin är ett franskt departement och ligger i den administrativa regionen Grand Est. I den tidigare regionindelningen som gällde fram till 2015 tillhörde Bas-Rhin regionen Alsace.
Departementet har fått sitt namn efter floden Rhen. Huvudort är Strasbourg. 